# 아다치오다이역
아다치오다이역(일본어: 足立小台駅)은 일본 도쿄도 아다치구에 있는 도쿄 도 교통국 닛포리·도네리 라이너의 역이다. 역 번호는 NT05이다.

## 역사
- 2008년 3월 30일: 영업 개시.

## 역 구조
섬식 승강장 1면 2선의 고가역이다. 동쪽에 게이즈 덴키 아다치 본점, 서쪽으로는 히카리 제작소 건물에 끼는 형태로 역이 설치되어 있다. 그래서, 다른 역과 달리 승강장 밖에서는 정차 시에 주택 등에 대한 사생활을 보호하기 위한 하얀 벽이 없다.

### 승강장
| 번호 | 노선                   | 행선                      |
| ---- | ---------------------- | ------------------------- |
| 1    | ■ 닛포리·도네리 라이너 | 미누마다이신스이코엔 방면 |
| 2    | ■ 닛포리·도네리 라이너 | 닛포리 방면               |

## 역 주변
- 게이즈 덴키 아다치 본점
- Home's 아다치오다이점
- 오케이 아다치 오다 이점
- 아라카와 둑
- 오쿠바시
- 오기오하시

## 인접역
| 도쿄 도 교통국 ■ 닛포리·도네리 라이너 | 도쿄 도 교통국 ■ 닛포리·도네리 라이너 | 도쿄 도 교통국 ■ 닛포리·도네리 라이너     |
| ------------------------------------- | ------------------------------------- | ----------------------------------------- |
| NT04 구마노마에 닛포리 방면           |                                       | 오기오하시 NT06 미누마다이신스이코엔 방면 |